# Ponte de Alcource
A Ponte de Alcource, ou Ponte de Alcôrce, situa-se nos arredores da cidade de Santarém, mais propriamente no bairro da Ribeira de Santarém, nas proximidades do Chafariz de Palhais. 
Esta ponte medieval, erguida sobre a Vala de Palhais, fez outrora parte da estrada real que ligava Santarém a Coimbra. 
A ponte encontra-se classificada como Imóvel de Interesse Público desde 1977.
Apesar de a historiografia menos recente considerar que a sua origem é setecentista, a ponte é já referenciada em épocas anteriores a este século. Por outro lado, quer a pedra de armas, quer o seu estilo marcadamente gótico indicam que a ponte remonta ao século XIV, tendo sido provavelmente construída no reinado de D. Afonso III ou de D. Dinis. Possivelmente, a actual estrutura substituiu uma outra anterior, do período romano, que ligava a então Escálabis ao bairro ribeirinho de Sélio (em latim: Sellium).
A ponte, construída em alvenaria de pedra na zona das guardas e em cantaria na sua estrutura, é constituída por um tabuleiro rampeado de um dos seus lados e ladeado por guardas em pedra. O tabuleiro assenta em quatro arcos de volta inteira, levemente abatidos, e em dois laterais de menor altura. Na face exterior, entre o segundo e o terceiro arcos, encontra-se colocada uma pedra de armas com o escudo medieval do concelho – castelo de três torres, com bordadura de 32 castelos – encimado pelo escudo nacional, com escudetes virados para o centro e intercalados por dezoito besantes, numa configuração característica dos reinados de D. Afonso III e de D. Dinis.